# Кароліна Одман-Говендер
Кароліна Одман-Говендер (нім. вимова: [karoˈliːnaː ˈœtman ˈgo:vəndɐ]) (нар. 3 липня 1974 — пом. 15 листопада 2022) — швейцарський фізик і викладач, асоційований професор астрофізики Університету Західно-Капської провінції, Південна Африка. У 2018 році вона була нагороджена спеціальною нагородою виконавчого комітету Міжнародного астрономічного союзу за поширення, розвиток і освіту в галузі астрономії.

## Молодість й освіта
Одман виросла у Швейцарії; її батьки були шведами. Її шкільний учитель фізики надихнув зайнятися наукою. Зрештою вона вивчала фізику у Федеральній політехнічній школі Лозанни, яку закінчила у 2000 році. Вона здобула ступінь доктора філософії у Кембриджському університеті, де була членом Триніті Голл. Вона також консультувала ЮНЕСКО, займаючись питаннями впливу науки та техніки на суспільство. Вона зацікавилася філософськими аспектами науки; наприклад, чому люди цікавляться астрономією.

## Дослідження та кар'єра
З 2004 до 2005 рік вона була постдокторантом і стипендіатом Марії Кюрі Склодовської у Римському університеті ла Сап'єнца. У галузі космології вона працювала над кількома темами, як-от темна енергія, аналіз реліктового випромінювання та інфляцією. У 2005 році Одман приєдналася до Лейденського університету як менеджерка міжнародних проєктів, де працювала з Джорджем Майлі. Серед інших досягнень — створення групи з астрономії для Африки та керування Universe Awareness. Universe Awareness — це інформаційна програма, яка надихає дітей на вивчення астрономії, охоплюючи понад 400 000 дітей у понад 60 країнах. У 2010 році вона приєдналася до проєкту «Радіоантена площею у Квадратний Кілометр» в Південноафриканській астрономічній обсерваторії. У 2011 році Одман призначили директором з академічного розвитку в Африканському інституті математичних наук. У 2012 році вона стала лауреатом Приза за онлайн ресурси у галузі освіти від «Science» за свою роботу в Universe Awareness. Вона була частиною команди, яка створила проєкт для дітей GalileoMobile.
У 2018 році Одман призначили заступником директора з розвитку та поширення інформації Міжуніверситетського інституту з астрономії з інтенсивним використанням даних й асоційованим професором Університету Західно-Капської провінції.
У 2021 році її нагородили Комунікаційною нагородою Національного науково-технологічного форуму 2020/2021 «за зміну способу донесення науки до широкого загалу, і зокрема дослідження створення наукового словника африканськими мовами».

## Особисте життя та смерть
Одман була одружена з Кевіном Говендером у Південній Африці. Пара виховувала двох синів.
На початку 2018 року Одман діагностували рак підшлункової залози. Вона померла у Кейптауні 15 листопада 2022 року.

## Публікації
- Melchiorri, Alessandro; Mersini, Laura; Ödman, Carolina J.; Trodden, Mark (12 серпня 2003). The state of the dark energy equation of state. Physical Review D. 68 (4): 043509. arXiv:astro-ph/0211522. Bibcode:2003PhRvD..68d3509M. doi:10.1103/physrevd.68.043509. ISSN 0556-2821.
- Ödman, Carolina J. (2019). Astronomy for Development – A story from South Africa. Proceedings of the International Astronomical Union. Cambridge University Press (CUP). 15 (S367): 168—175. doi:10.1017/s1743921321000867. ISSN 1743-9213.
- Ödman-Govender, Carolina J; Kelleghan, Deirdre (26 серпня 2011). Astronomical Perspectives for Young Children. Science. American Association for the Advancement of Science (AAAS). 333 (6046): 1106—1107. Bibcode:2011Sci...333.1106O. doi:10.1126/science.1196982. ISSN 0036-8075. PMID 21868665.